# Eupithecia swettii
Eupithecia swettii là một loài bướm đêm trong họ Geometridae.